# ام‌وی ناتینگهام (۱۹۴۱)
ام‌وی ناتینگهام (۱۹۴۱) (به انگلیسی: MV Nottingham (1941)) یک زیردریایی بود که طول آن ۴۵۷٫۵ فوت (۱۳۹٫۴ متر) بود. این زیردریایی در سال ۱۹۴۱ ساخته شد.